# DNAL4
DNAL4 (англ. Dynein axonemal light chain 4) – білок, який кодується однойменним геном, розташованим у людей на короткому плечі 22-ї хромосоми. Довжина поліпептидного ланцюга білка становить 105 амінокислот, а молекулярна маса — 12 009.
| 10         |  | 20         |  | 30         |  | 40         |  | 50         |
| ---------- |  | ---------- |  | ---------- |  | ---------- |  | ---------- |
| MGETEGKKDE |  | ADYKRLQTFP |  | LVRHSDMPEE |  | MRVETMELCV |  | TACEKFSNNN |
| ESAAKMIKET |  | MDKKFGSSWH |  | VVIGEGFGFE |  | ITHEVKNLLY |  | LYFGGTLAVC |
| VWKCS      |  |            |  |            |  |            |  |            |

A: Аланін

C: Цистеїн

D: Аспарагінова кислота

E: Глутамінова кислота

F: Фенілаланін

G: Гліцин

H: Гістидин

I: Ізолейцин

K: Лізин

L: Лейцин

M: Метіонін

N: Аспарагін

P: Пролін

Q: Глутамін

R: Аргінін

S: Серин

T: Треонін

V: Валін

W: Триптофан

Кодований геном білок за функцією належить до білкових моторів. 
Локалізований у цитоплазмі, цитоскелеті, клітинних відростках, війках.